# Judo ai XVII Giochi del Mediterraneo - 48 kg femminile
Il torneo di judo nella categoria 48 kg femminile ai XVII Giochi del Mediterraneo si è tenuto il 21 giugno 2013 alla Mezitli Sports Hall.

## Calendario
Fuso orario EET (UTC+3).
| Data      | Ora   | Turno       |
| --------- | ----- | ----------- |
| 21 giugno | 12:00 | Preliminari |
| 21 giugno | 17:00 | Finali      |

## Risultati
Legenda
- 1° numero = Ippon
- 2° numero= Waza-ari
- 3° numero= Yuko

|  | Quarter Finals     | Quarter Finals     | Quarter Finals     |                    |                   | Semi Finals       | Semi Finals | Semi Finals |  |  | Final | Final | Final |  |
|  |                    |                    |                    |                    |                   |                   |             |             |  |  |       |       |       |  |
|  |                    |                    |                    |                    |                   | Ebru Şahin        | Ebru Şahin  | 100         |  |  |       |       |       |  |
|  |                    |                    |                    |                    |                   | Ebru Şahin        | Ebru Şahin  | 100         |  |  |       |       |       |  |
|  |                    |                    | Scarlett Gabrielli | Scarlett Gabrielli | 000               |                   |             |             |  |  |       |       |       |  |
|  | Scarlett Gabrielli | Scarlett Gabrielli | Scarlett Gabrielli | Scarlett Gabrielli | 000               | 100               |             |             |  |  |       |       |       |  |
|  | Scarlett Gabrielli | Scarlett Gabrielli |                    |                    |                   |                   |             |             |  |  |       |       |       |  |
|  | Hela Ayari         | Hela Ayari         | 000                |                    |                   |                   |             |             |  |  |       |       |       |  |
|  | Hela Ayari         | Hela Ayari         | 000                |                    | Ebru Şahin        | Ebru Şahin        | 010         |             |  |  |       |       |       |  |
|  |                    |                    |                    |                    |                   |                   |             |             |  |  |       |       |       |  |
|  |                    |                    | Valentina Moscatt  | Valentina Moscatt  | 000               |                   |             |             |  |  |       |       |       |  |
|  | Valentina Moscatt  | Valentina Moscatt  | Valentina Moscatt  | Valentina Moscatt  | 000               | 010               |             |             |  |  |       |       |       |  |
|  | Valentina Moscatt  | Valentina Moscatt  |                    |                    |                   |                   |             |             |  |  |       |       |       |  |
|  | Ljiljana Savanović | Ljiljana Savanović | 000                |                    |                   |                   |             |             |  |  |       |       |       |  |
|  | Ljiljana Savanović | Ljiljana Savanović | 000                |                    | Valentina Moscatt | Valentina Moscatt | 100         |             |  |  |       |       |       |  |
|  |                    |                    |                    |                    | Valentina Moscatt | Valentina Moscatt | 100         |             |  |  |       |       |       |  |
|  |                    |                    | Sabrina Saidi      | Sabrina Saidi      | 000               |                   |             |             |  |  |       |       |       |  |

### Turno di ripescaggio
Le perdenti dei quarti di finale sono incluse nel tabellone ripescaggio a partire dalle semifinali. Non essendoci avversarie, vengono direttamente ammesse in due finali parallele, dove incontrano le due atlete sconfitte nelle semifinali del tabellone principale, per due medaglie di bronzo.
| Semifinali         | Semifinali |  |  | Finali             | Finali |
|                    |            |  |  |                    |        |
|                    |            |  |  |                    |        |
| bye                |            |  |  |                    |        |
| Hela Ayari         |            |  |  | Sabrina Saidi      | 000    |
|                    |            |  |  | Hela Ayari         | 100    |
|                    |            |  |  |                    |        |
|                    |            |  |  | Scarlett Gabrielli | 100    |
| bye                |            |  |  | Ljiljana Savanović | 000    |
| Ljiljana Savanović |            |  |  |                    |        |